# Джонс, Хейс
Хейс Уэнделл Джонс (англ. Hayes Wendell Jones; род. 4 августа 1938, Старквилл, Миссисипи) — американский легкоатлет (барьерный бег), чемпион и призёр летних Олимпиад, олимпийский и мировой рекордсмен.

## Биография
На летних Олимпийских играх 1960 года в Риме в беге на 110 метров с барьерами Джонс занял третье место, пробежав дистанцию за 14,0 секунды, и уступив двум другим американцам — олимпийскому чемпиону Ли Кэлхауну (13,8 с) и серебряному призёру этих соревнований Вилли Мэю (13,8 с).
В 1959 году Джонс стал чемпионом Панамериканских игр в Чикаго в беге на 110 метров с барьерами. В 1961 году Джонс вместе с Фрэнком Баддом, Полом Дрэйтоном и Чарльзом Фрейзером установил мировой рекорд в эстафете 4×100 метров.
На следующей летней Олимпиаде в Токио Джонс стал олимпийским чемпионом, преодолев эту же дистанцию с олимпийским рекордом 13,6 секунды. Второе место занял американец Блэйн Линдгрен (13,7 с), а третье — советский бегун Анатолий Михайлов (13,7 с).
После ухода из большого спорта Джонс стал директором по организации отдыха в Нью-Йорке. Он также работал в «American Airlines» и владел собственной службой регистрации багажа в аэропорту Детройт.